# A Valsa do Imperador
A Valsa do Imperador (The Emperor Waltz) é um filme estadunidense de 1948, do gênero comédia musical, dirigido por Billy Wilder e estrelado por Bing Crosby e Joan Fontaine. Esta é uma produção menor de Wilder (e sua única investida em musicais), filmada em 1946 no Parque Nacional Jasper, Montanhas Rochosas, que passa por ser os Alpes tiroleses. Crosby canta, entre outras, a canção-título, de autoria de Johann Strauss II, e o sucesso The Kiss in Your Eyes, que tem melodia retirada da opereta Der Opernball, de Richard Heuberger, e letra de Johnny Burke.
O filme recebeu duas indicações ao Oscar, nas categorias Melhor Figurino (em cores) e Melhor Trilha Sonora (filme musical).

## Sinopse
Virgil Smith é um caixeiro viajante que parte para a Áustria nos anos que antecedem a Primeira Guerra Mundial. Seu objetivo é vender um gramofone para o Imperador Francisco José I, o que lhe abriria o mercado do país. Ao chegar a Viena, encontra a Duquesa Johanna, que está feliz porque sua cadela poodle acaba de receber a honra de ser escolhida para acasalar-se com o poodle de Sua Majestade. Virgil e Johanna se apaixonam, e essa paixão se estende também para a cadelinha e o plebeu fox terrier de Virgil.

## Elenco
| Ator/Atriz       | Personagem                           |
| ---------------- | ------------------------------------ |
| Bing Crosby      | Virgil Smith                         |
| Joan Fontaine    | Duquesa Johanna Augusta Franziska    |
| Roland Culver    | Barão Holenia                        |
| Lucile Watson    | Princesa Bitotska                    |
| Richard Haydn    | Imperador Francisco José I           |
| Harold Vermilyea | Chamberlain                          |
| Sig Ruman        | Zwieback                             |
| Frank Mayo       | Político parlamentar (não-creditado) |

## Principais premiações
| Prêmio                         | Categoria                                                       | Situação |
| ------------------------------ | --------------------------------------------------------------- | -------- |
| Oscar                          | Melhor Figurino (em cores) Melhor Trilha Sonora (filme musical) | Indicado |
| Writers Guild of America Award | Melhor Roteiro de Musical Norteamericano                        | Indicado |